# Hymedesmia lacera
Hymedesmia lacera är en svampdjursart som beskrevs av William Lundbeck 1910. Hymedesmia lacera ingår i släktet Hymedesmia och familjen Hymedesmiidae. Inga underarter finns listade i Catalogue of Life.